# EMD GP38AC形ディーゼル機関車
EMD GP38ACは、アメリカのGM-EMDが製造した4動軸のロード・スイッチャータイプの電気式ディーゼル機関車である。

## 概要
本形式は、GP38からの派生形式のひとつである。GP38が直流発電機を用いているのに対し、本形式はAR10型交流発電機を使用している。
1970年から261両が製造され、下記の鉄道事業者で使用された。
- カナダ太平洋鉄道(CP)
- デトロイト・トレド・アンド・アイアントン鉄道(DT&I)
- グランド・トランク・ウェスタン鉄道(GTW)
- ガルフ・モービル・アンド・オハイオ鉄道(GM&O)
- イリノイ・セントラル鉄道(IC)
- リーハイー・バレー鉄道(L&V)
- ルイビル・アンド・ナッシュビル鉄道(L&N)
- ノーフォーク・アンド・ウェスタン鉄道(NW)
- セント・ルイス・サンフランシスコ鉄道(SLSF)
- サザン鉄道 (アメリカ)(SOU)
- パシフィック・パワー・ライト(現パシフィコープ。電力会社)

そのほとんどが、Dash 2シリーズのモジュラー化された運転装置に換装され、GP38-2へと改造された。